# 王林 (足球运动员)
王林（1987年9月19日—）是中国足球运动员，司职后卫，目前效力于杭州绿城。

## 俱乐部生涯
2005年底四川冠城解散，曾经入选国青队的王林与队友王松一起加盟上海联城，转会费30万元人民币。2007年他因为俱乐部合并进入上海申花，被租借到新加坡联赛辽宁广原。但是此后却牵扯上了广原假球案，直到2008年才得以返回中国。2009年二次转会期，他被上海申花租借至上海浦东中邦。
获得了一年多甲级联赛经验的王林在2011年回到申花，4月15日在对阵深圳红钻的中超联赛中首发出任左后卫，第一次代表上海申花参加正式比赛，并逐渐成为该赛季的主力人选。
2013年1月19日，杭州绿城宣布王林以自由身加盟球队。